# Deulin
Deulin est un village de la commune belge de Hotton située en Région wallonne dans la province de Luxembourg. Avant la fusion des communes de 1977, il faisait partie de la commune de Fronville et de la province de Namur.

## Géographie
Deulin se trouve à cinq kilomètres au nord-ouest du village de Hotton et au sud-ouest de Durbuy, sur la rive gauche et à l’intérieur d’un méandre de l’Ourthe, un affluent de la Meuse. Il est relié à Plain de Holset grâce au chemin du Passant et au chemin de Hallage.

## Patrimoine

### Château
Le château est classé patrimoine exceptionnel de Wallonie depuis 2002.